# Tabea Alt
Tabea Alt (* 18. März 2000 in Ludwigsburg) ist eine ehemalige deutsche Kunstturnerin und ehemaliges Mitglied der Nationalmannschaft. Die Bronzemedaille am Schwebebalken bei den Weltmeisterschaften 2017 in Montréal, der Sieg des Gesamtweltcups 2017 im Mehrkampf sowie der 6. Platz im Teamfinale bei den Olympischen Spielen 2016 in Rio de Janeiro zählen zu ihren größten Erfolgen. Am 24. April 2021 beendete sie ihre Karriere.

## Leben
Alt begann im Alter von fünf Jahren bei ihrem Heimatverein MTV Ludwigsburg mit dem Turnen und trainierte seit 2008 am Kunst-Turn-Forum in Stuttgart. Ab 2012 turnte sie in der Bundesliga für den MTV Stuttgart und seit 2017 war sie Mitglied des A-Kaders des Deutschen Turner-Bundes.
Alt war Schülerin des Wirtemberg-Gymnasiums in Stuttgart, einer Eliteschule des Sports, wo sie 2019 ihr Abitur machte.
Bei ihren ersten Weltmeisterschaften 2017 in Montreal stellte sie zwei neue Elemente am Stufenbarren vor, die folglich nach ihr benannt wurden und als „Alt I & Alt II“ in den Code de Pointage mit aufgenommen wurde.
Im April 2021 gab Alt ihren Rückzug vom Leistungssport wegen mehrerer langwieriger Verletzungen bekannt.

## Erfolge
Im Jugendbereich gewann sie von 2012 bis 2015 mehrere deutsche Jugendmeistertitel und bei den Jugend-Europameisterschaften 2014 am Schwebebalken die Bronzemedaille. Beim European Youth Olympic Festival (EYOF) gewann sie 2015 die Bronzemedaille mit der deutschen Junioren-Nationalmannschaft.
Es folgten 2016 die Silbermedaille bei den deutschen Meisterschaften am Sprung und die Teilnahme sowie der sechste Platz im Teamfinale bei den Olympischen Sommerspielen 2016 in Rio de Janeiro.
Mit den Siegen beim DTB-Pokal in Stuttgart 2017 und beim World Cup in London 2017 (jeweils A-Weltcups) gewann Alt 2017 den Gesamtweltcup im Mehrkampf.
Nach der erfolgreichen Teilnahme an den Europameisterschaften in Rumänien, gewann Alt die Bronzemedaille am Schwebebalken bei den Weltmeisterschaften 2017 in Montréal und belegte den 10. Platz im Mehrkampf.
Mit dem MTV Stuttgart wurde Tabea Alt seit 2012 regelmäßig Deutsche Mannschaftsmeisterin.

## Kritik am Deutschen Turner-Bund
Ende 2024 warf Alt dem Deutschen Turner-Bund (DTB) und den Schwäbischen Turnerbund (STB) auf Instagram systematischen körperlichen und mentalen Missbrauch vor. „Essstörungen, Straftraining, Schmerzmittel, Drohungen und Demütigungen seien an der Tagesordnung gewesen. Man habe sie mit mehreren Frakturen in Wettkämpfe geschickt. Kein Einzelfall, so die Sportlerin. Die Gesundheit junger Turnerinnen werde »gezielt und bewusst aufs Spiel gesetzt« sowie ärztliche Vorgaben missachtet.“ Sie habe sich im Jahr 2021 in einem ausführlichen Brief an ihre Trainer, die damalige Bundestrainerin Ulla Koch, den DTB-Präsidenten Alfons Hölzl, den Teamarzt und an weitere Verantwortliche gewendet und auf Missstände hingewiesen und Lösungsvorschläge unterbreitet und ihre eigene Unterstützung angeboten. Sie sei aber ignoriert worden.
Die aktive Spitzenturnerin Elisabeth Seitz forderte auf Instagram danach „Für die Zukunft“ müssten „Missstände behoben und die Menschen zur Verantwortung gezogen werden, die diese verursachen. Früher dachte ich, das sei normal. Heute kann ich sagen: Es ist nicht normal. Es muss sich etwas ändern, um endlich ein gesundes Umfeld für alle zu schaffen.“ Kim Bui, ehemalige Turnerin und Mitglied im Internationalen Olympischen Komitee sagte „Es war nur eine Frage der Zeit, dass das Thema aufkommt“, ferner „All diese Anschuldigungen, die Tabea anbringt, sind für mich nichts Neues. Für die Öffentlichkeit ist es jetzt ein Riesending.“

## Ehrungen
- Eliteschüler des Sports 2017 (in Stuttgart sowie bundesweit)
- Sportlerin des Jahres der Stadt Stuttgart 2017
- Sportlerin des Jahres der Stadt Ludwigsburg 2012–2014, 2016, 2017
- Platz 9 Sportlerin des Jahres 2017